# Козичанка
Козича́нка (укр. Козичанка) — село, входит в Макаровский район Киевской области Украины.
Население по переписи 2001 года составляло 327 человек. Почтовый индекс — 08053. Телефонный код — 4578. Занимает площадь 0,165 км². Код КОАТУУ — 3222782401.

## Местный совет
08035, Київська обл., Макарівський р-н, с. Козичанка, вул. Леніна, 1